# Stadio Luigi Ferraris
Stadio Luigi Ferraris – stadion piłkarski znajdujący się w mieście Genua we Włoszech.
Swoje mecze rozgrywają na nim zespoły UC Sampdoria oraz Genoa CFC. Pojemność widowni wynosi 36 599.